# Кісаман (футбольний клуб)
«Кісаман» (порт. Quissamã) — бразильський футбольний клуб, який базувався в муніципалітеті Кісаман, штат Ріо-де-Жанейро. Заснований 5 січня 1919 року. Розпущений у 2014 році.